# Cartographie des corridors biologiques
 (février 2025).
- Si vous ne connaissez pas le sujet, laissez ce bandeau (vous pouvez alors contacter les auteurs).
- Si vous supprimez le contenu mis en cause (vous pouvez préalablement contacter les auteurs),

argumentez précisément cette suppression dans la page de discussion
(un manque de référence n'est pas un argument ; une recherche réelle de référence doit avoir été effectuée, être formellement documentée).
 (février 2025).
Si vous disposez d'ouvrages ou d'articles de référence ou si vous connaissez des sites web de qualité traitant du thème abordé ici, merci de compléter l'article en donnant les références utiles à sa vérifiabilité et en les liant à la section « Notes et références ».
 (février 2025).
La mise en forme du texte ne suit pas les recommandations de Wikipédia : il faut le « wikifier ».
Les points d'amélioration suivants sont les cas les plus fréquents. Le détail des points à revoir est peut-être précisé sur la page de discussion.
- Les titres sont pré-formatés par le logiciel. Ils ne sont ni en capitales, ni en gras.
- Le texte ne doit pas être écrit en capitales (les noms de famille non plus), ni en gras, ni en italique, ni en « petit »…
- Le gras n'est utilisé que pour surligner le titre de l'article dans l'introduction, une seule fois.
- L'italique est rarement utilisé : mots en langue étrangère, titres d'œuvres, noms de bateaux, etc.
- Les citations ne sont pas en italique mais en corps de texte normal. Elles sont entourées par des guillemets français : « et ».
- Les listes à puces sont à éviter, des paragraphes rédigés étant largement préférés. Les tableaux sont à réserver à la présentation de données structurées (résultats, etc.).
- Les appels de note de bas de page (petits chiffres en exposant, introduits par l'outil «  Source ») sont à placer entre la fin de phrase et le point final[comme ça].
- Les liens internes (vers d'autres articles de Wikipédia) sont à choisir avec parcimonie. Créez des liens vers des articles approfondissant le sujet. Les termes génériques sans rapport avec le sujet sont à éviter, ainsi que les répétitions de liens vers un même terme.
- Les liens externes sont à placer uniquement dans une section « Liens externes », à la fin de l'article. Ces liens sont à choisir avec parcimonie suivant les règles définies. Si un lien sert de source à l'article, son insertion dans le texte est à faire par les notes de bas de page.
- La présentation des références doit suivre les conventions bibliographiques. Il est recommandé d'utiliser les modèles {{Ouvrage}}, {{Chapitre}}, {{Article}}, {{Lien web}} et/ou {{Bibliographie}}. Le mode d'édition visuel peut mettre en forme automatiquement les références.
- Insérer une infobox (cadre d'informations à droite) n'est pas obligatoire pour parachever la mise en page.

Pour une aide détaillée, merci de consulter Aide:Wikification.
Si vous pensez que ces points ont été résolus, vous pouvez retirer ce bandeau et améliorer la mise en forme d'un autre article.

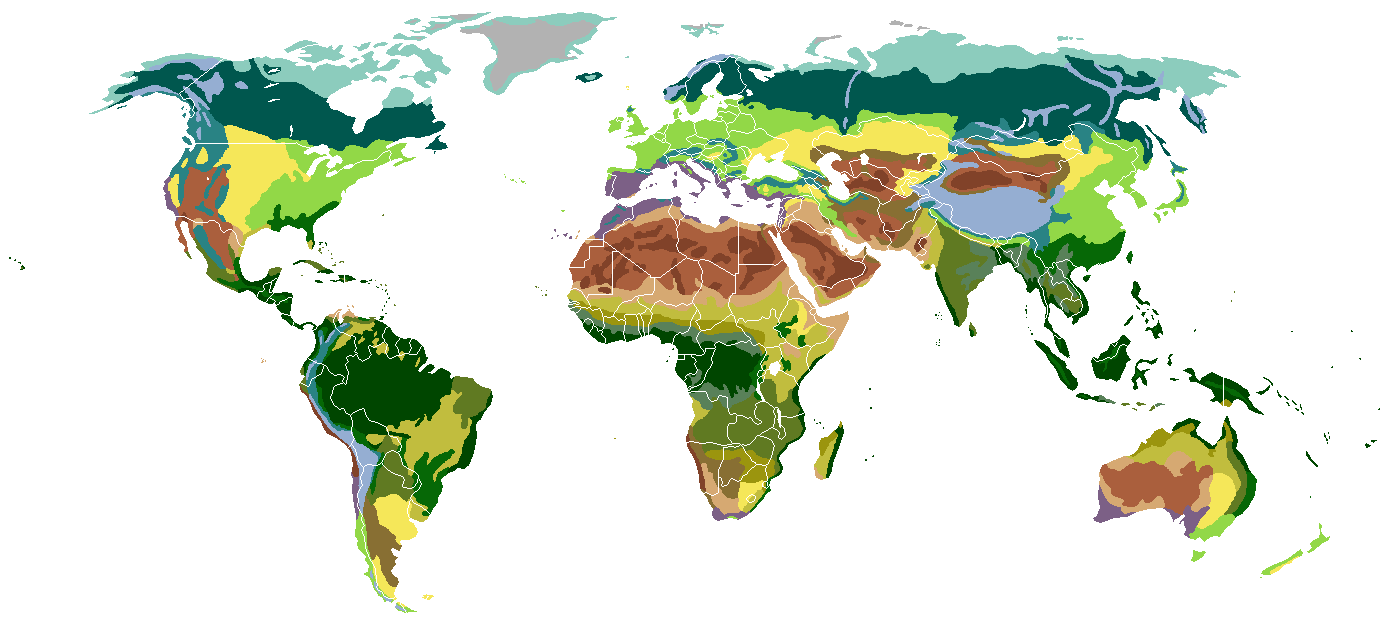
Les cartes de végétation ou phytosociologiques à échelle plus locale aident à mieux resituer une zone dans son contexte écologique.

Le fond géologique apporte des éléments intéressants, dégageant ici des continuités nord-sud, à croiser avec d'autres couches de données.

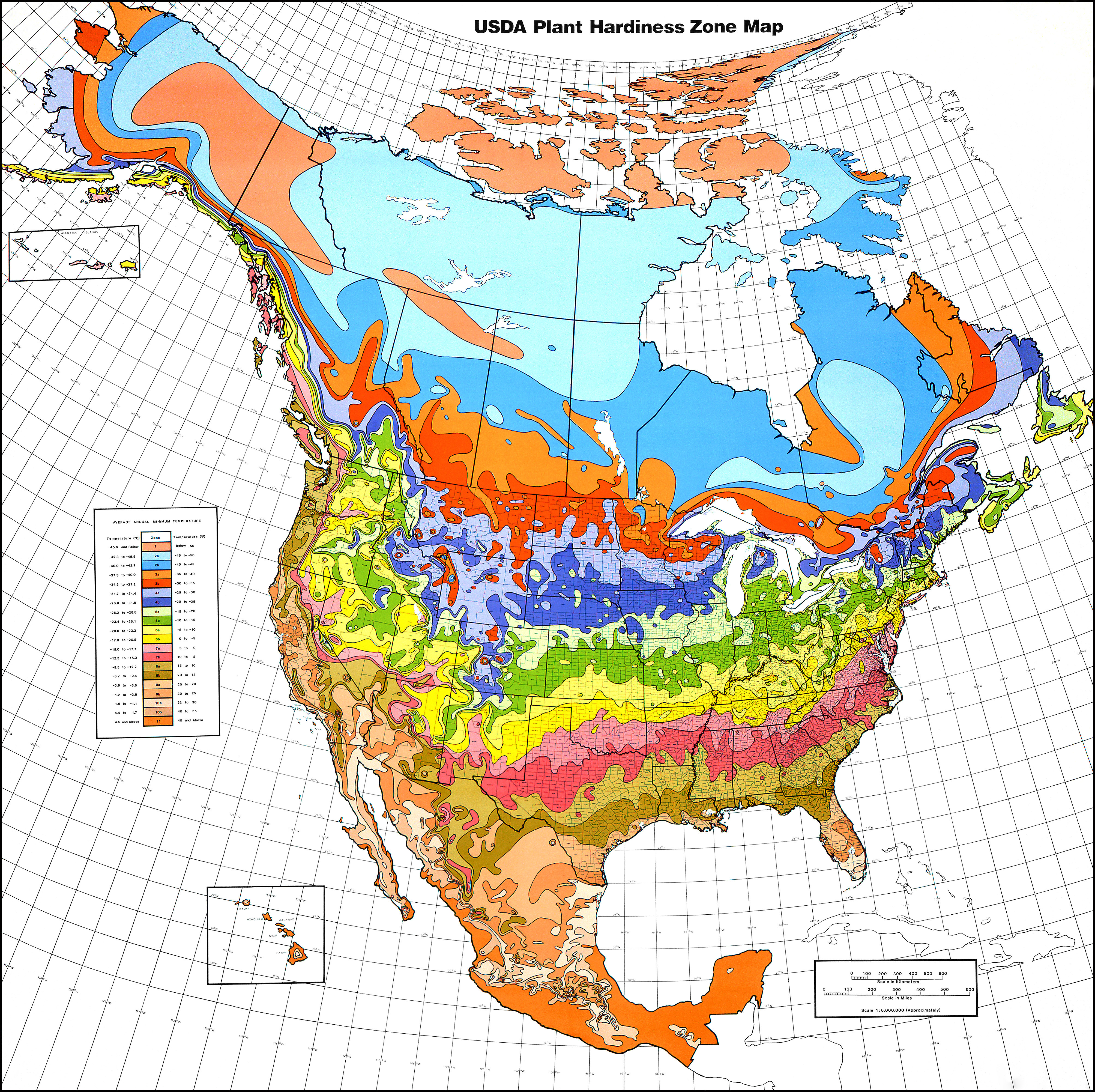
Une carte d'unités climatiques permet de localiser les grandes zones potentiellement accueillantes pour les espèces ayant des besoins climatiques particuliers. Les cartes de « microclimats » permettent d'affiner cette approche.

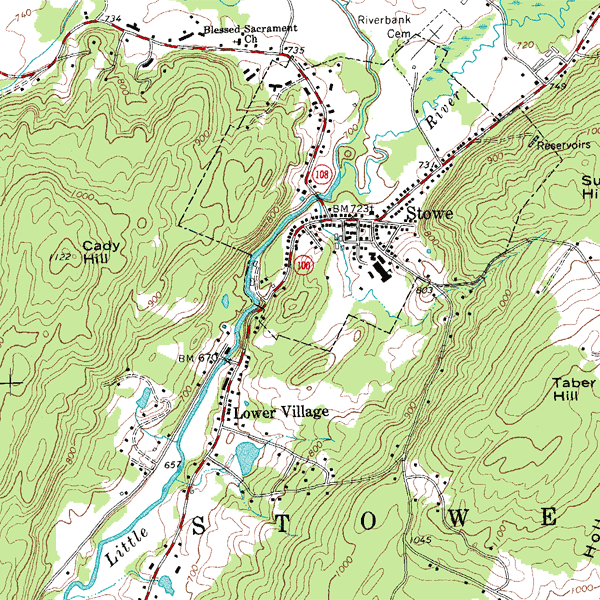
La topographie aide à localiser des barrières (montagnes) et des corridors potentiels (cols et vallées), ou des unités telles que le bassin versant.

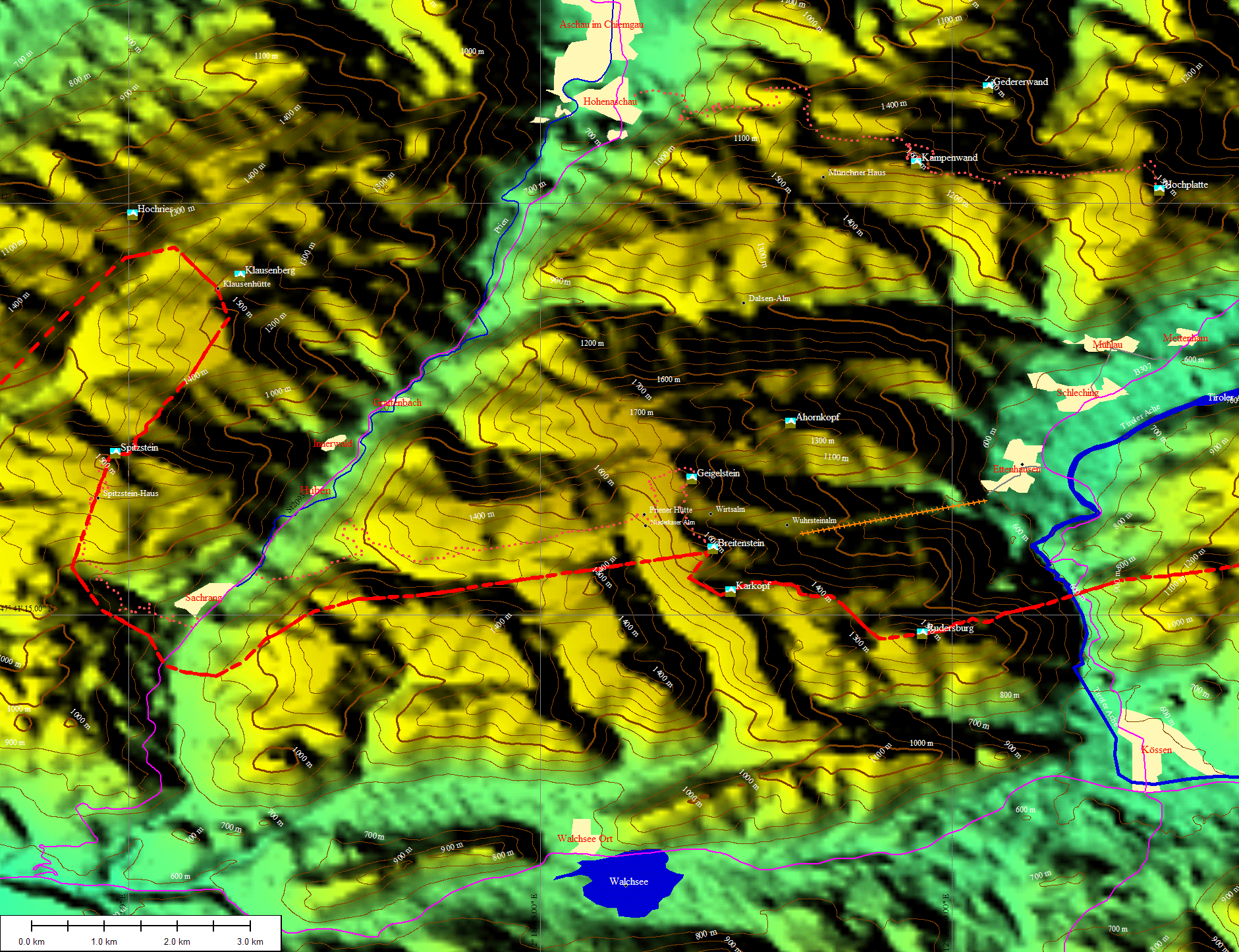
L'étude affinée du relief, combinée aux données sur l'hydrologie et le climat peut aider à explorer les potentialités d'habitats ou de continuité écologique liés à des caractéristiques de pente, d'altitude, d'ensoleillement, etc.

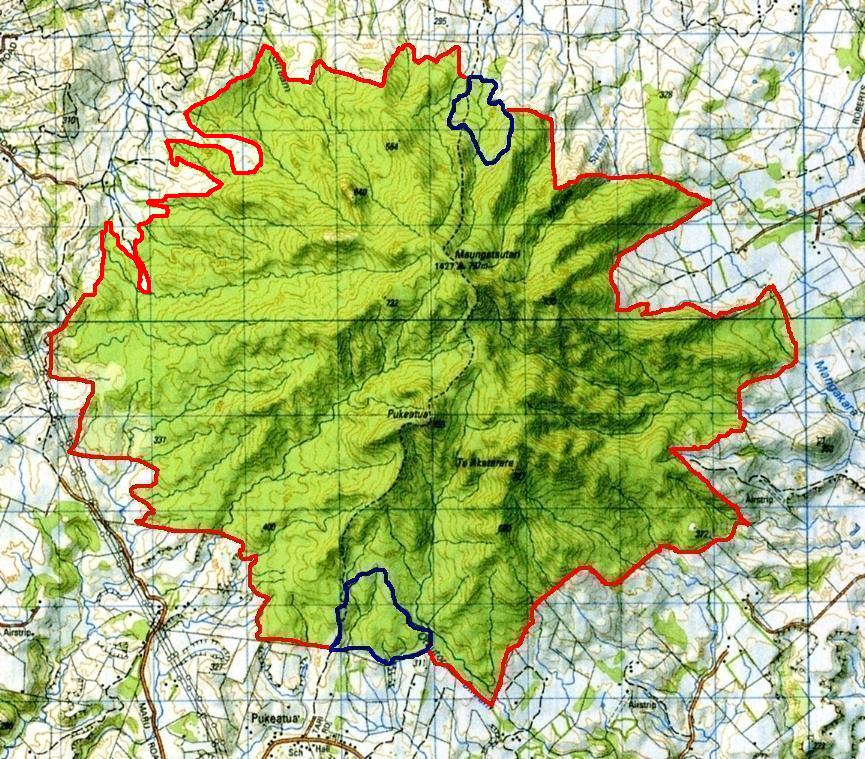
Cartographier les « taches » et leur degré d'isolement (ici en rouge) : clôture isolant volontairement la réserve naturelle de Maungatautari pour y limiter l'introduction d'espèces invasives.

Les canaux et fleuves aux berges artificialisées sont des corridors pour quelques espèces, mais des barrières écologiques infranchissables pour un grand nombre d'animaux et de propagules végétales.

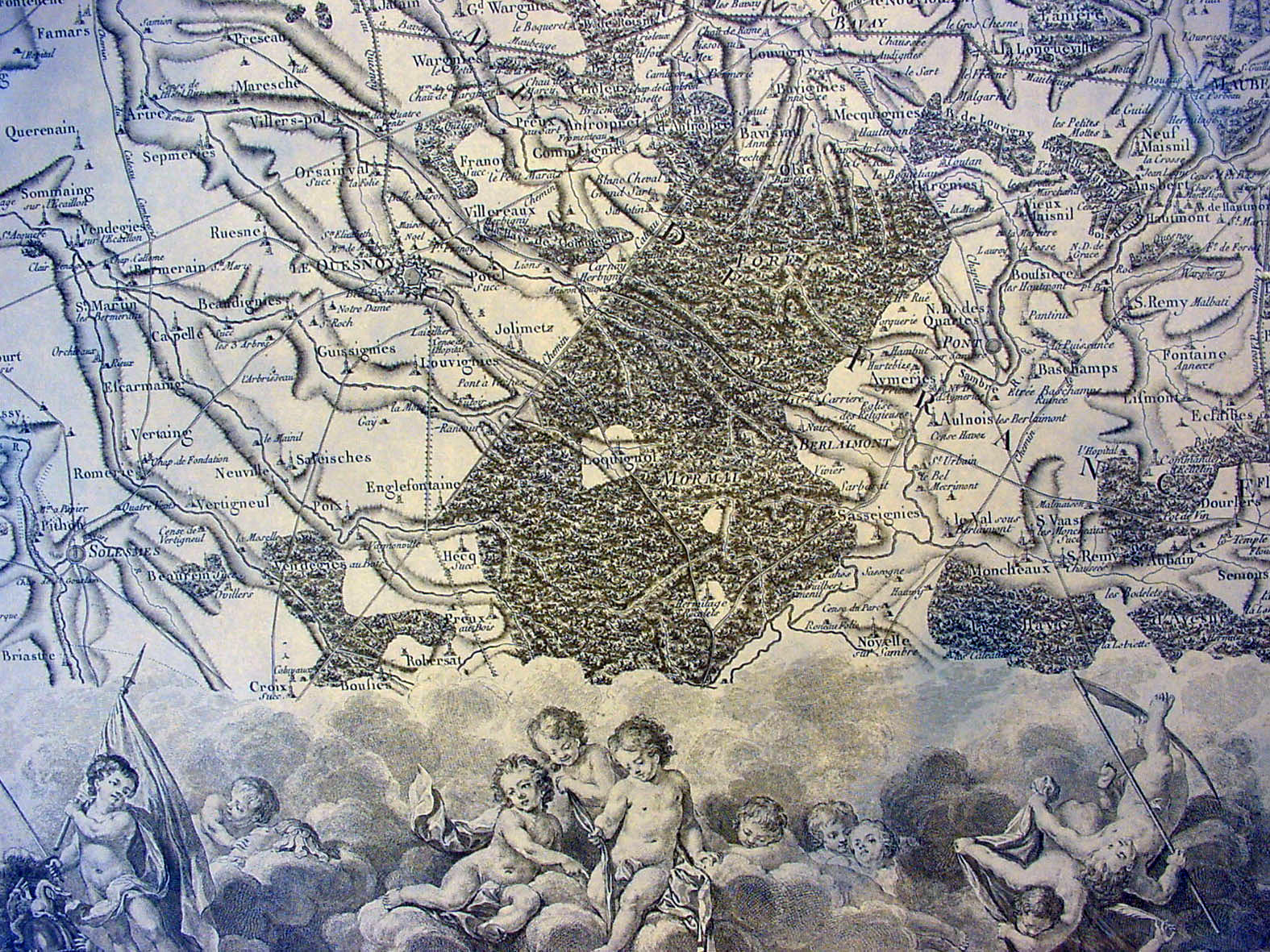
L’écologie rétrospective s'appuie sur les archives et cartes anciennes pour comprendre l'état des écosystèmes et l'histoire de leur fragmentation, et repérer d'éventuelles « cryptobanques » de graines encore viables (ici secteur de la Forêt de Mormal dans le nord de la France).

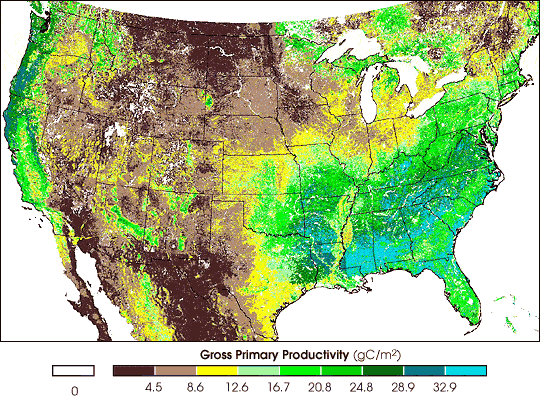
Productivité écologique primaire mesurée via l'intensité de la photosynthèse par MODIS/NASA (Moderate-resolution Imaging Spectroradiometer), en image composite pour la période du 26 mars au 10 avril 2000. Cette donnée est notamment utile pour situer les réseaux écologiques continentaux et d'éventuels « puits de carbone » (en zone tempérée) et mesurer certains stress climatiques ou hydriques.

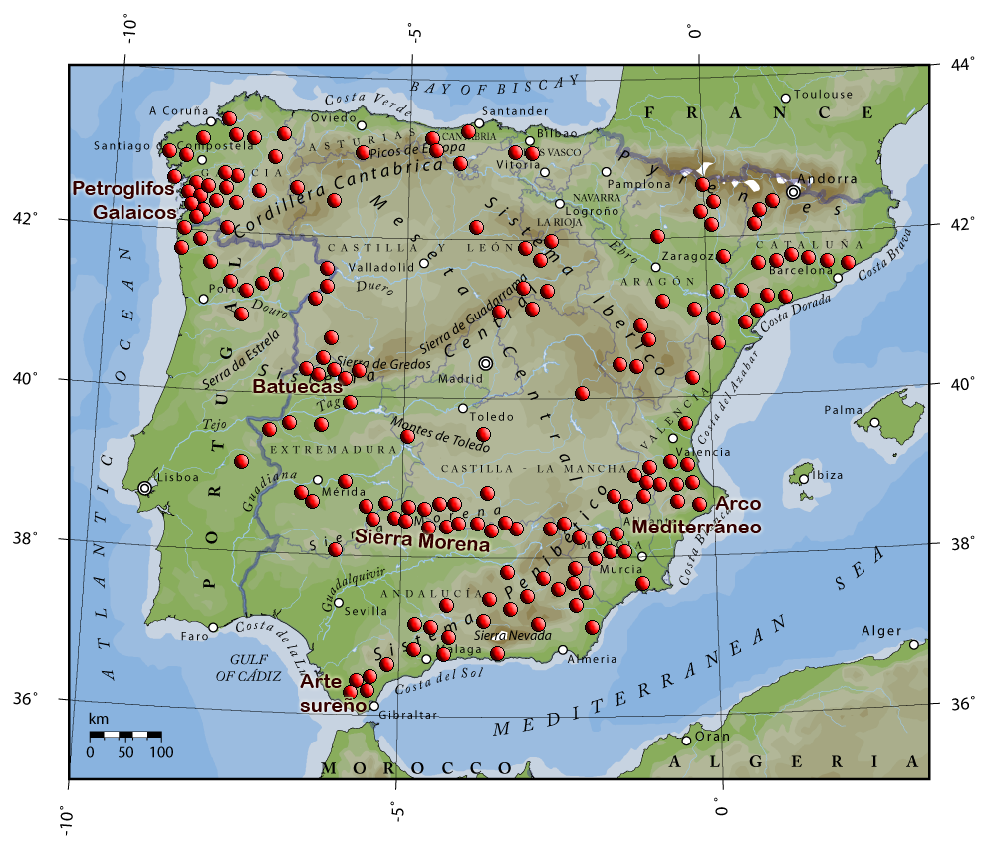
Les cartes de sites archéologiques et archéopaléontologiques apportent des données sur la paléoécologie récente, pouvant éclairer les choix concernant le positionnement des corridors.

Les cartes marines offrent des données sur les courants, les fonds, les marées et certains aléas (munitions immergées, zones d'exercices militaires, épaves, phares, « rails » (couloirs de circulation), etc. ou position de zones protégées qui peuvent intéresser l'écologue). Il convient de les compléter avec les zones d'alimentation ou de frayères, herbiers et habitats sous-marins, passages de câbles sous-marins, sites d'extraction, de forage gazier ou pétrolier, anciennes décharges sous-marines, etc.

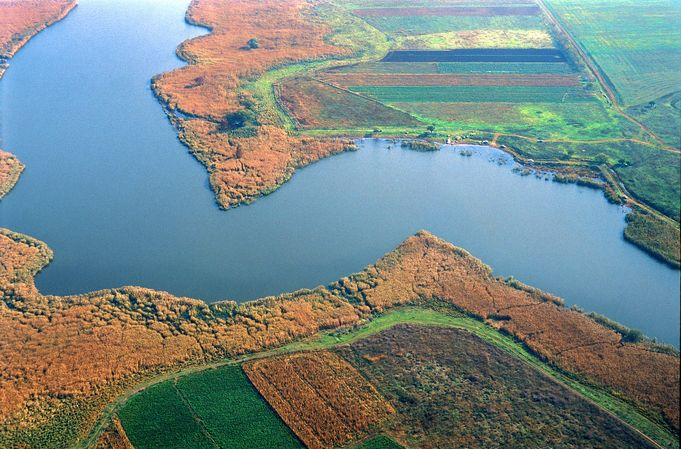
L'étude du grain et des couleurs des images aériennes ou satellitaires peut apporter des informations sur l'hétérogénéité écopaysagère et sur la nature des habitats.

Après une période où l'on a cherché à cartographier les espèces, puis les habitats, avec une approche plus écosystèmique et de réseau, on cherche aussi à produire une cartographie des corridors biologiques qui s'attache à répertorier, hiérarchiser et cartographier les corridors biologiques (passés, existants, ou potentiels), c’est-à-dire les lieux ou réseaux de lieux réunissant les conditions de circulation d'une ou plusieurs espèces dans le paysage, et le cas échéant sous la terre et dans les milieux aquatiques (y compris marins).
Ces cartographies sont plus ou moins précises et complexes, ou au contraire volontairement synthétiques et simplificatrices.
Elles s'appuient sur des cartes de naturalité, et de fragmentation écologique.
La surexploitation de certains milieux, l'agriculture, certaines zones de séquelles militaires ou de pollution industrielle, et les constructions et infrastructures humaines en général constituent un nombre croissant de barrières écologiques, s'opposant aux déplacements de nombreuses espèces vivantes et à la diffusion ou au mélange normal de leurs gènes.
Pour compenser les impacts écologiques de la fragmentation écopaysagère par ces infrastructures, et pour correctement concevoir et suivre les corridors biologiques nécessaires au maintien de la biodiversité, il faut pouvoir les cartographier et si possible les hiérarchiser.
Cartographier un maillage écologique est un travail complexe, qui pose de nombreux problèmes non résolus. Ainsi, à titre d'exemple :
- une infrastructure qui est une barrière pour une espèce peut être un corridor ou un corridor de substitution pour d’autres espèces (un canal est une barrière pour des sangliers ou les chevreuils qui s'y noient, mais c'est un corridor biologique pour l'anguille.
- De nombreuses espèces ont des besoins particuliers encore inconnus ou mal compris. Y a-t-il, y avait-il des corridors pour les vers de terre.
- La plupart des espèces ont des espèces symbiotes ou des espèces dont elles dépendent ou qui dépendent d'elles. Comment prendre en compte les besoins de déplacement de guildes, ou de groupes d'espèces.
- Que sont les « corridors » permettant le déplacement des populations d’arbres à un pas de temps bien différent du nôtre, par exemple pour s’adapter aux modifications climatiques ?
- Nombre des éléments qui constituent un corridor sont discrets, voire invisibles (ex « continuum thermohygrométrique » pour les espèces nécessitant un air très sec, ou très humide, continuums de milieux acides, ou oligotrophes).

Les premières cartographies de réseaux de corridors biologiques sont récentes et de conception variées. Leurs échelles vont de celle d’un biome ou d'un continent, voire de plusieurs continents (corridors panaméricain, paneuropéen, parléoarctique nord-occidental ou eurasiatiques par exemple) à une précision de l'ordre du mètre.
Par définition, leurs échelles de pertinence devraient être biogéographiques, mais parce qu’elles sont conduites ou financées par des collectivités, ces cartes se superposent ou se limitent trop souvent aux zones de compétences de collectivités territoriales.
Parfois on s’intéresse à une espèce (ex : la tortue luth, tel papillon ou chauve-souris..), parfois à un large groupe d’espèces (ex : les oiseaux migrateurs) ou à la totalité des espèces susceptibles de se déplacer dans une zone biogéographique donnée, qu'elles soient migratrices ou sédentaires.
Certaines cartes sont théoriques, construites sur la base de modélisations, calées par quelques vérifications de terrain. D'autres au contraire s’appuient essentiellement sur des observations de terrain.
La technique et les moyens informatiques, comme la connaissance biologique (génétique notamment) évoluent constamment et rapidement.
Pour ces raisons, les modes de représentation sont nombreux. L’écologie du paysage étant une discipline récente, les modes de cartographie ne sont pas encore normalisés et sont souvent expérimentaux.

## Cartographier quoi?
Il s’agit généralement de cartographier :
1. Un état de l'intégrité écologique (ou écopaysagère) et donc de la fragmentation pour une zone considérée, et sa zone périphérique, à partir d’indices de perméabilité ou connectivité écologique.
Le cartographe s'attache donc aussi à représenter la fragmentation écologique, naturelle ou artificielle, d'abord à partir d'objets cartographiés (réseau routier, comprenant les voies de communication (revêtu ou empierrées), le réseau « adressé » (tronçons possédant un nom de rue), et une sélection des pistes, chemins et sentiers (les plus larges ou non végétalisé quand on les connait. Peu à peu on dispose de données hiérarchisées sur les flux de circulation, les pointes horaires, le bruit. Le réseau ferroviaire, le réseau de transport d’énergie : lignes haute et très haute tension, et certaines conduites utilisées pour le transport de matière première de même que le réseau hydrographique (puissant facteur de fragmentation dans le cas des berges canalisées) doivent aussi être pris en compte. Ce travail vise aussi, avec les données fournies par les écologues, à hiérarchiser l'importance des barrières artificielles qui s'opposent aux flux biologiques naturels.
2. Une ou plusieurs cartes de synthèse présentant les réseaux écologiques (existants, potentiels et/ou à restaurer, « chemins à moindre coût », pour une espèce ou un groupe d'espèce partageant les mêmes besoins en termes de corridors…).
La représentation est généralement spatiale, mais elle peut utilement intégrer une dimension temporelle. Elle est le plus souvent en 2xD (deux dimensions) mais peut intégrer une troisième dimension, par exemple dans le cas des corridors sous-marin, ou des corridors de migration aviaire (ou des oiseaux marins à la recherche de nourriture[3]), ou encore des espèces de la canopée, ou d'espèces contraintes par des limites d'altitude (franchissement de cols), ou utilisant les vallées comme corridor de migration. Les cartes mappées (projetées) sur un modèle numérique de terrain (rendant visible le relief, éventuellement exacerbé) sont très pédagogiques. Les progrès de l'informatique en ont diminué le coût et le temps de calcul.
3. les anciens noyaux de biodiversité (Cf. Écologie rétrospective, Histoire environnementale, écopotentialité),
4. d'anciens gués, couloirs ou passages naturels de la faune (migratoire ou non), encore potentiellement utilisés ou utilisables
5. Les infrastructures écologiques projetées (ce qu'on veut ou ce qu'on « pourrait ou devrait » restaurer)
6. une situation future ou espérée, éventuellement avec des scénarios différents, ou des objectifs à diverses échéances temporelles.

## Cartographier pourquoi?
Ces cartes sont particulièrement utiles dans toutes les opérations nécessitant un état des lieux de l'Environnement, notamment pour les études d'impact afin qu'elles produisent des mesures conservatoires et/ou compensatoires réellement efficaces et pertinentes.
En France, à titre d'exemple, ces cartes permettront la mise à jour des profils environnementaux locaux, des ZNIEFF/2de génération, la mise en œuvre du réseau écologique paneuropéen, l'application de l'Accord sur la conservation des oiseaux d'eau migrateurs d'Afrique-Eurasie (AEWA) et pour les opérations d'aménagement du territoire et pour une gestion plus écologique, restauratoire et donc différentiée des éléments du paysage forestier, rural et urbain, mais aussi pour l’agriculture soutenable, les loisirs liés à l’environnement, une meilleure intégration de la biodiversité dans la HQE (Cf. Quinzième cible HQE à l’étude : Capacité du bâti à rembourser sa dette écologique), etc.

## Préalables à la cartographie
La théorie et l'expérience montrent qu'il faut idéalement préalablement disposer de plusieurs types de données (locales et globales et aux échelles pertinentes du paysage, échelles spatiotemporelles qui varient selon les espèces ou écosystèmes considérés) ; 
1. ..en matière de richesse écologique, actuelle et passée (et de l'échelle génétique aux échelles des biomes et de la biosphère, notamment pour les espèces migratrices) En France on se fonde surtout sur les bases de données et atlas faunistiques, fongiques et floristiques, les ZNIEFF et les périmètres proposés à Bruxelles dans le cadre de Natura 2000 ou pour la Directive oiseaux… pour les milieux terrestres. (On manque de données pour les milieux sous-marins, souterrains, les microorganismes et sur la diversité génétique)
2. ..en matière d'intégrité écopaysagère fonctionnelle
3. ..en matière de "tendances" (état d'évolution naturelle, ou sous influence ou contraintes anthropiques)..
4. ..et donc en matière d'infrastructures artificielles et obstacles au déplacement et fonctionnement normal des espèces ou écosystèmes

Pour les approches suprapaysagères et l'étude de ce qui en découle, il convient de tenir compte du fait que certaines projections cartographiques (planisphère) déforment la réalité ou donnent l'impression que des zones en réalité proches sont éloignées. Le planisphère représenté par la Projection de Fuller met mieux en évidence les proximités entre terres émergées, proximité géographique qui peut, en l'absence de facteurs « contrariants » expliquer certaines circulations des gènes, des propagules, d’espèces invasives ou de certains pathogènes. De même est-il utile de considérer non seulement le relief montagneux et certaines barrières climatiques, mais aussi les reliefs et courants marins, ainsi que le volume des eaux ou de certains habitats (forestiers, par exemple) qui sont généralement considérés comme des surfaces ou (« taches »). Enfin, certains axes migratoires, liés à une mémoire "génétique" chez de nombreuses espèces peuvent avoir une origine si ancienne qu'elle s'expliquerait plus par la position des continents il y a des millions années, que par de stricts avantages adaptatifs aujourd'hui. De même faut il tenir compte des besoins de certaines espèces (courants aériens, courants marins, salinité, etc., ou de relations complexes d'interdépendance (un prédateur ou un parasite peut « migrer » avec ses proies)… autant de facteurs qui n'apparaissent pas spontanément à la lecture de cartes non spécialisées.

## Conditions de réussite
Le travail doit être suffisamment fin et mis à jour. Ceci est rendu difficile par le coût et le temps d'acquisition des données pertinentes, les lacunes de connaissance et l'évolution de ces connaissances). De plus, ce travail est souvent contraint par le manque de moyens et par des urgences écologiques ou contextuelles (ex : produire une mesure compensatoire et/ou restauratoire à une fragmentation supplémentaire par une route, un remembrement, une ZAC ou autre aménagement, finir une étude dans des délais qui ne sont pas ceux des cycles naturels.). L’approche SIG permet une mise à jour régulière des données, et parfois des comparaisons d’évolution dans le temps.

## Pluridisciplinarité, connaissance fine et/ou pragmatisme?
La pluridisciplinarité, une approche systémique et le recul d'une réflexion collective permettent de compenser certaines lacunes dans la connaissance et le fait que chacun tende à "favoriser" ou surpondérer ce qu'il connaît et estime plus important, selon sa spécialité..
La trame écologique est un lieu d'intégration et de hiérarchisation pour de nombreuses disciplines. La synthèse par un bon généraliste des points de vue de spécialistes n'est pas toujours possible. Des choix sont alors à faire. Des scénarios prospectifs sont souvent possibles, bien que délicats.
De très bons écologues et parfois les acteurs connaissant bien le terrain ont des savoirs, savoir-faire et intuitions qui méritent d'être pris en compte (par exemple pour l'analyse d'images aériennes ou satellitaires, et/ou aiguillés par un entretien dirigé).

Des études prospectives du climat ont encouragé l'Australie à décider la création d'un corridor climatique pour que les organismes vivant puissent mieux migrer et réagir face au réchauffement climatique.

## Objectif premier: remailler le paysage
Pour restaurer un réseau fonctionnel de corridors biologiques, pour contourner les obstacles et les barrières écologiques, il faut identifier et hiérarchiser :
1. les « sources » écologiques (habitats sources de propagules, zones-noyaux, cœurs d'habitats), qui peuvent naturellement localement varier dans le temps et l'espace (ex : dynamique forestière à partir des chablis et réseaux de clairières, dynamiques d'atterrissement des zones humides et des ceintures de végétation, etc.) ;
2. les freins, barrières, verrous ou goulots d'étranglement, qu'ils soient matériels (ex : barrage sur rivière ou autoroute au travers d'une forêt) ou immatériels (odeurs, microclimats trop secs, dérangement, pollution lumineuse, etc. qui pour certaines espèces — parce qu'ils fragmentent anormalement les écosystèmes — limitent ou interdisent le déplacement normal et nécessaire de la faune et de la flore, des gènes au sein des espèces et de leurs habitats, tout particulièrement pour les migrateurs).

Il est utile d'identifier les tailles critiques de certains habitats et le degré de percolation possible ou plausible des espèces dans la trame écopaysagère existante. Pour ce faire, l'analyse d'images satellitaires et/ou aériennes, et l'approche SIG offrent des perceptions que le travail au sol permet difficilement à lui seul.
Les continuums thermohygrométriques, invisibles à nos yeux peuvent aussi être très importants pour nombre d'espèces très sensibles à ces paramètres. Ils sont trop rarement pris en compte.
On pourra alors croiser entre elles (au minimum) les données citées dans cet article pour établir une cartographie hiérarchisant les ressources écopaysagères et éclairant ou illustrant les enjeux vis-à-vis de la fragmentation écologique.
Attention ! Aucune des données citées ci-dessous ne permet à elle seule de cartographier un réseau écologique pertinent.
Il semble nécessaire d'élaborer pour le public, les décideurs et les parties prenantes une carte des idées directrices, des cartes présentant le réseau idéal (avec le cas échéant plusieurs alternatives) répondant aux urgences écologiques et fondé sur l'existant, mais aussi le potentiel de terrain. Chacun se doute que la mise en place du réseau réel se heurtera à de nombreuses difficultés matérielles, socioculturelles voire sociopsychologiques, aussi faut-il réserver des moyens humains, techniques et financiers adaptés à la sensibilisation et participation de tous.
C'est pourquoi il semble utile de mettre à jour régulièrement une carte de l'existant et des opportunités dans une approche partenariale avec les collectivités, les SAFER, l'EPF quand il existe, les conseils généraux (cf. TDENS), les conservatoires d'espaces naturels, du littoral, botaniques, les associations de protection de la nature, les grands aménageurs, les propriétaires, les aménageurs, etc.). De nombreux acteurs suggèrent d’entretenir une veille (de type « Observatoire permanent de la biodiversité et des réseaux écopaysagers ») et d’entretenir une vision historique (archives + écologie rétrospective) et prospective à long terme (le paysage, les arbres évoluent au rythme des siècles et millénaires), ainsi qu’une certaine souplesse pour parer aux imprévus (climatiques, crises écologiques, accidents, guerres, etc.).
Les acteurs sont nombreux à apprécier ou solliciter la mise à disposition par Internet de ces données, sachant toutefois que quelques problèmes juridiques se posent quant aux droits d'auteurs, de protection de certaines données et de protection d'espèces menacées (par exemple recherchées par des collectionneurs)

## Contextes règlementaires ou administratifs

### Contexte européen
La Stratégie paneuropéenne pour la protection de la diversité biologique et paysagère (STRA-REP) engage les États membres à concourir à la mise en œuvre d’un réseau écologique paneuropéen Pan-European Ecological Network (PEEN). Les États peuvent pour cela s'appuyer sur un secrétariat européen, et sur un guide (Guidelines for the development of the PEEN). Le thème des corridors biologiques avait été identifié comme une priorité de travail pour la période 1999-2000. Cette stratégie a été ratifiée par la France en 1996.
Une première étape était de porter à connaissance, et donc de « mettre en carte », les éléments de paysages que sont des corridors, les nœuds du maillage écologique, les zones tampons et tout élément utile à ce type d'approche, c’est-à-dire qui peuvent positivement ou négativement contribuer à protéger, restaurer l'intégrité écopaysagère, l’écoperméabilité naturelle du paysage nécessaire au fonctionnement de la Biodiversité.
Beaucoup de pays ont pris un retard considérable dans l'application de cette stratégie.
Les directives Habitat et Natura 2000 apportent des éléments pour les noyaux qui constituent les « nœuds » du réseau écologique.
Voir aussi la Charte européenne du paysage.

### Contexte règlementaire en France
Dans le cadre du SRADDT proposé par la Loi LOADT, poursuivie par les lois Grenelle, la stratégie qui doit produire un réseau écologique national a commencé à être déclinée dans les années 2000, avec par exemple une Trame verte et bleue dans le Nord-Pas-de-Calais (avec carte mise en ligne par le SIG Sigale), en Région Alsace, dans le département de l'Isère, ou via certains Agenda 21 régionaux ou divers projets locaux (à échelle des agglomérations ou communautés de communes notamment).

En 2005, deux DIREN avaient produit un guide méthodologique sur les Infrastructures vertes et bleues et leurs cartographie, accompagné d'un guide technique.
Les Pays et les agglomérations (via les SCOT et PADD) contribuent à la mise en place du réseau écologique national, avec les Parcs naturels régionaux le cas échéant. Ces documents doivent prendre en compte les SRADT et être conformes à d'éventuelles directives territoriales d'aménagement. À ces échelles les premières cartes sont généralement très simplifiées (Exemple dunkerquois (voir page 67), mais les « noyaux » du réseau sont généralement déjà précisément cartographiés et identifiés.

Un projet de Trame verte et bleue nationale est né des propositions du Grenelle de l'environnement de 2007, traduites en projets de loi (Grenelle I, Grenelle II). Pour l'aider dans son travail, le comité opérationnel Comop Trame verte et bleue a étudié la manière dont différentes régions avaient réalisé leur trame verte et avant de lancer une cartographie nationale des continuités et des discontinuités, a confié à l'association Alsace Nature, la rédaction d'un rapport intitulé « Infrastructures et Continuités écologiques » (Rapport (format ZIP) coordonné par Raynald Moratin et rendu à l'automne 2008). Des données nouvelles permettent d'affiner les cartographies, par exemple concernant les zones agricoles à haute valeur naturelle.
Volontairement, pour le développement de la trame verte aux échelles locales, ou en réponse à la convention d'Aarhus, les collectivités font un porté à connaissance de leurs données environnementales. En 2010, la région Rhône-Alpes a ainsi mis en ligne des documents d'orientation pour la Trame verte et ses "points noirs", via un outil dit cartographie RERA, créée avec une « logique inverse (de celle habituellement utilisée pour ce type de cartes en France): basée sur les facteurs de perturbations plutôt que sur l’occupation du sol (malgré existence d'une cartographie des habitats CBN) ».

## Éléments à cartographier
Éléments dont la cartographie est possible et utile mais qu’il conviendra toujours de croiser entre eux.

### Hétérogénéité paysagère et/ou spatiotemporelle
À certaines échelles ; les cartes faites à partir d'interprétation d’images satellitaires ou aériennes par des logiciels spéciaux soulignent très fortement certaines caractéristiques de l’occupation du sol et de la végétation favorables ou non à la biodiversité.
Les données satellitaires ou d'occupation du sol à grande échelle ne peuvent fournir certaines informations locales essentielles, en particulier en matière de fragmentation écologique par des infrastructures (autoroutes, routes, TGV, lignes HT, etc.) ou biocides, ou pollution thermique mais elles aident à mettre en évidence de grandes infrastructures écologiques aux échelles mondiales et régionales.
Elles sont particulièrement utiles à l’établissement de stratégies régionales et suprarégionales sur lesquelles s’appuieront des stratégies plus locales qui seront efficaces si pertinentes et coordonnées
Aux échelles locales, ces cartes doivent être déclinées via une analyse affinée et des vérifications de terrains plus importantes.
Un travail limité aux frontières administratives de la zone étudiée risque de faire perdre des informations essentielles, en matière de flux biologiques et de nutriments notamment…
Attention, pour un même habitat, selon l'échelle du document photographique utilisé, un habitat ou un paysage, les logiciels d'analyse ou l'œil décriront un milieu homogène ou hétérogène (ex : il y a 10 ans, sur les images satellitaires, les forêts apparaissaient aussi homogènes qu'un champ de maïs, alors que sur une bonne photo aérienne ou satellitaire, notamment prise en automne, leur hétérogénéité réelle apparaît beaucoup mieux, mais seulement pour la canopée, qui ne traduit pas toutes les richesses au sol. (Certains logiciels récents décomptent et identifient les arbres avec moins de 20 % d'erreurs). L'infrarouge peut parfois fournir des données importantes.
À certaines échelles certains milieux essentiels (petites zones humides, mares, ripisylves, etc.) n'apparaissent simplement pas.
Des atlas de ces milieux, des cartes de typologies forestières complémentaires sont nécessaires. (Dans un système écologique, comme dans l'organisme humain, la taille d'un élément du système ne dit rien de son importance fonctionnelle majeure)
Une cartographie (et analyse de qualité) de certains écotones, à de multiples échelles (spatiales et temporelles) apporte des informations très intéressantes si réalisée aux échelles pertinentes (approche « gros grain » à « grains fins »)

### Données faunistiques, floristiques, écologiques classiques
Dans la mesure du possible, ces données sont quantitatives et qualitatives. Mais les atlas faune, flore, fonge (terrestres et marines, incluant les espèces cavernicoles), et autres cartes de phytodiversié, etc. ne peuvent être exhaustif. On utilise donc généralement des modèles simplificateurs (ex : équation d'Arrhenius), pondérés ou précisés par des données issues du monitoring d'espèces-clé ou « clé de voûte » ou « ombrelle », ou bioindicatrices, bien que cette approche soit périodiquement mise en cause au profit d’une approche plus globale et de précaution (Il est difficile de savoir avec certitudes quelles sont les espèces-clé avant qu'elles n'aient disparu.. mais il est alors trop tard..)

Les données doivent être adaptées aux échelles considérées, avec par exemple des cartes d’habitats (ZNIEFF, ZICO, Natura 2000, Corine LandCover, etc. qui sont des bases, mais doivent être mises à jour et complétées car elles n'ont justement pas ou trop peu pris en compte la notion de "réseau écologique", et parce que l'évolution même de la flore, faune ou fonge est une donnée écologique pertinente et qualitative).

On oublie trop souvent, les espèces du sol, de l'environnement nocturne, cavernicoles et les corridors et habitats sous-marins et d'eaux douces et saumâtres, éventuellement complétés de données sur les continuités thermohygrométriques.

Certains habitats artificiels méritent d'être pris en compte, car pouvant avoir une grande importance (positive ou négative) pour de nombreuses espèces (dont hibernants y bénéficiant par exemple de microclimats particuliers).

+ Cartes d’espèces-clé ? (présence absence et/ou présence/absence d’habitats existants et/ou potentiels) ;

+ cartes d'espèces récemment disparues ou présumées disparues (Des données sont souvent disponibles depuis 1950 (et plus pour les oiseaux et mammifères) pour la faune et depuis 1800 pour la flore). Il convient de noter la présence dans les régions adjacentes d'une espèce disparue sur le territoire de travail, mais qui pourrait naturellement y revenir si des continuums écologiques étaient restaurés, au moins capables de remplacer fonctionnellement ceux qui existaient auparavant même s'ils ne s'y superposent pas exactement.

### Cartes d’indices
(ex à partir d’espèces ou de plantes bioindicatrices telles que les lichens, même avec données incomplètes).
Dans cette catégorie peuvent aussi figurer des cartes très instructives et pédagogiques de "Naturalité", globales, ou par grand type de milieux (Ex ; forêts, zones humides, coteaux calcaires, prairies, etc.) qui peuvent inclure les milieux artificiels (Espaces verts urbains, friches industrielles, cavaliers miniers etc.). Ces cartes sont notamment à croiser avec les cartes de potentialité pour faire apparaître les enjeux et priorités en matière de restauration de continuités écopaysagères.

### Cartes de facteurs favorables
… favorables à certains groupes menacés et/ou fonctionnellement essentiels (ex : invertébrés saproxylophages, ou vers de terre, abeilles, chauves-souris, etc.). Ex : Zones humides, dunes protégées, carte SIG des zones de prairies permanentes bocagées, coteaux calcaires, landes et/ou forêts éloignées de plus de 100 m des routes principales, des voies TGV, des canaux et des champs cultivés.
Des cartes des zones préservées ou éloignées de… par ex : zones préservées ou éloignées de plus de 200 m d'une zone faisant l'objet de pulvérisation de pesticides, carte des zones non ou peu touchées par la pollution lumineuse, le bruit, certaines retombées industrielles, les pics d'ozone provoqués par la pollution photochimique urbaine dont les maxima sont souvent mesurés à 10 ou 15 km de la ville elle-même, et qui ont des impacts importants sur la végétation et peut-on supposer sur une partie de la faune…
La trame verte ou trame des infrastructures écologiques existantes et potentielles ou « prévues » (en nuances de vert, hachuré pour les projets, et en couleur pleine pour l’existant)
Le sous-ensemble trame bleue (en nuance de bleu ⇒ variations, quantités, qualités des eaux douces, saumâtres, salées, (souterraines ?) et superficielles, avec lorsque c’est possible données (réelles ou modélisées) sur les variations thermohygrométriques.
Cf Atlas des zones humides (en cours, mais qui ne répertoriera que les zones de plus de 1 ha, souvent très exploitées et polluées (plomb, amorces désherbants parfois) par la chasse et la pêche et moins riches en amphibiens et plantes rares. Ne pas oublier l’importance du réseau des sources, petites zones humides, fossés et mares qui s’est très fortement dégradé ces dernières années)
Cf. "Atlas des zones inondables" (dont carte des zones souvent déclarées sinistrées)

### Barrières écologiques
(ex : en nuances de rouge, orange, noir, brun, selon leur importance) 
Il s'agit des zones impropres à la vie ou défavorables à la circulation et/ou à la reproduction ou à la vie des espèces ou de groupes ou guildes d'espèces.
Ces cartes peuvent notamment être dessinées sur des calques (virtuels ou papier) qui s’appliquent sur les cartes du réseau écopaysager existant, potentiel ou à restaurer.
Ces cartes peuvent concerner une espèce (ex : saumon), une catégorie d'espèces (ex : poissons ou organismes migrateurs des rivières) ou les espèces caractéristiques d'un habitat ou d'un milieu qui intéresse le remailleur du territoire (ex : les espèces forestières, les animaux fouisseurs, les invertébrés saproxylophages, les oiseaux migrateurs, etc.).
Des cartes en « faux relief 3D (ou en 3D virtuel) » présentant les barrières comme des failles d'autant plus larges et profondes qu'elles sont fragmentantes peuvent aider à la compréhension des enjeux pour le public et les concepteurs et gestionnaires d'infrastructures. De même la 3xD peut mieux faire appréhender les aspects liés à l'exposition (versant sud ou ouest par ex, souvent respectivement plus chauds et plus humides), et en exacerbant le relief, on met très bien en évidence les problèmes d'érosion du sol, surtout si on croise cette donnée, cartographiquement, avec la carte de la vulnérabilité à l'érosion.
Aux échelles locales, un travail d'analyse/interprétation de photos aériennes semble incontournable. Des outils d'analyse automatique pourraient être développés (existant pour les militaires ? ou certains usages météo, marins, agricoles, de prospection géologique, etc.).
Les photos (avion, satellite) de nuit permettant de décrire l'intégrité de l'environnement nocturne (les zones de moindre pollution lumineuse), sachant qu'un corridor biologique devrait toujours être aussi un « corridor de noir », et que les corridors sont surtout utilisés de nuit par la plupart des espèces. Elles semblent coûteuses et difficiles à produire, et en France le survol de nuit des régions urbanisées où la pollution lumineuse est la plus importante, est interdit. Un modèle mathématique (Thot) développé par Michel Bonavitacola de Toulouse permet de dresser des cartes approximatives assez fiables pour un travail général, par exemple à échelle régionale, mais à affiner impérativement par un travail de terrain pour le positionnement ou l'étude des corridors. (Ce thème est régulièrement abordé par l'Association nationale pour la protection du ciel nocturne : ANPCN. Il y a eu une réunion — sans suites — au ministère (F) de l’Environnement, plusieurs symposiums internationaux. L'AFE a annoncé mettre en place un groupe de travail sur la pollution lumineuse, mais il ne s'est pas à notre connaissance réuni).
Les « barrières » qu'il est impératif de cartographier :
- Infrastructures (Routes, autoroutes, voies ferrées, TGV, canaux, fleuves… (attention ; tantôt corridors (bermes, berges), tantôt facteur de fragmentation pour d'autres espèces sur tout ou partie de leur linéaire), barrages, lignes HT, antennes ou câbles sur les corridors de migration, pollution lumineuse linéaire ou ponctuelles, etc.).. Avec une mention particulière pour les infrastructures les plus opaques aux déplacements animaux et végétaux (ex ; autoroutes et TGV à double clôture) ou à haut risque de road-kill (mortalité animales par collision avec véhicules). Il est utile de produire des cartes des zones éloignées des infrastructures

Rem : Lorsqu’un fuseau de corridors est dessiné, il est intéressant d’observer le dessin des éléments écopaysagers interceptés par ce fuseau. Avec quelle approche « mathématique » ou SIG ? (cf. classes de propriétés, ou de risques, ou infrastructures fragmentantes, etc.).
Inversement, la cartographie doit pouvoir aider à ce que tout faisceau de projet routier puisse être dessiné avec l’interception des corridors existant, à créer ou potentiels.
- Hot ("black") spots : Certains goulots d’étranglements, « puits écologique » ou barrières écologiques (naturels ou artificiels) doivent être cartographiés (Ex : clôtures étanches sur couloir de migration, barrages infranchissables pour la faune aquatique, etc.). Cette carte permettra de hiérarchiser et placer les corridors de contournement et de compensation.. Lorsque plusieurs facteurs de menaces ou d'influence négative se croisent, la carte doit le mettre en évidence (surpondération) : 
  - Ex : Près d'Arras l'autoroute A1 traverse la rivière Scarpe, mais il est aussi à cet endroit traversé par une ligne HT positionnée sur un corridor de migration des oiseaux (la vallée de la Scarpe)
  - L'A1 et sa double clôture sont une barrière majeure, qui fragmente la région en deux2, mais on a de plus accolé à l'A1 le TGV Paris-Lille, également équipé d'une double clôture, et qui n'a pratiquement pas fait l'objet de mesures de préservation de type Ecoduc, ni de mesures compensatoires. Le contexte d'agriculture intensive ne favorise pas la circulation et la vie de la faune sauvage, même si une gestion et une alimentation artificielle permet la survie de quelques espèces gibier (agrainage)
- Zones urbanisées (notion à nuancer ou à relativiser selon le contexte (naturalité, surface et degré de connectivité des espaces verts..) et selon l’impact plus ou moins fragmentant et polluant de l'urbanisation, selon la richesse en habitats semi-naturel et/ou de substitution (dont friches industrielles, ZAC HQE, etc. Voir exemples de Hambourg, Stuttgart ou Berlin).

- Certaines villes ou zones urbaines, ZAC s’avèrent bien plus riches en biodiversité que la campagne agricole intensive, et les réseaux de jardins, jardins publics, espaces verts scolaires, industriels, délaissés d’infrastructures, etc. peuvent avec une architecture HQE, une gestion écologique et donc différentiée avoir, au moins provisoirement, une fonction de substitution à un véritable réseau d'infrastructures naturelles et d’habitats naturels même si cela resterait insuffisant.
- Zones artificialisées (prévoir une couche SIG spécifique pour les champs cultivés faisant l’objet d’épandages de pesticides, qui sont à considérer comme très « artificialisées » (parfois quasi-déserts biologiques), et inversement prévoir une couche SIG pour l'agriculture biologique ou très extensive et les prairies permanentes, le bocage... moins artificiels et surtout bien plus propices à la biodiversité)
- Les zones de forêts, ripisylves et sylviculture intensive (ex : forêt cultivée monospécifique et équienne gérée par cycles de grandes coupes rases).

Il semble utile et nécessaire de cartographier le degré de naturalité (ou d'artificialisation) et de fragmentation des massifs forestiers, ainsi que la proximité relative des massifs entre eux (d’autres pays l’ont fait). Pour des raisons historiques, en France ces données sont collectées par l’ONF, le CRPF et l’IFN, mais à ce jour sans mise en commun.
- Cartes des zones d'expérimentations d'OGM / animaux, arbres et autres végétaux, champignons, microorganismes (cf. risques à court, moyen et long terme de pollution génétique, d’impacts écologiques, d’accumulation de Bt dans la rhizosphère, d’apparition de super-mauvaises herbes en particulier et au moins pour les expérimentations en plein air).
- Pollutions (tout ou partie de l’année), de stock et de flux, y compris pollutions thermiques dans l’eau, pollution lumineuse, et pollutions invisibles et discrètes telles que pollution de l’atmosphère par les biocides (dont pesticides) ou l’ozone, lorsque les données sont disponibles.
  - Atlas ou base de données de sites, sols et/ou sédiments pollués (dont BASIAS, BASOL...) à mettre en perspective avec les cartes de pédopaysages, de vulnérabilité et/ou l'inventaire régional pédogéochimique (INRA/ISA).
  - Ball-trap et zones de chasse intensive sont à repérer et archiver pour les problèmes réels et potentiels, immédiats et différés de saturnisme à court et long terme (ex : 400 kg de grenaille de plomb/ha en baie de Canche selon CNRS) (Rappel : la grenaille de chasse contient aussi environ 8 % d'antimoine et d'arsenic) et les amorces ont longtemps été constituées de fulminate de mercure, autant de produits très toxiques et non biodégradables.
  - Idem pour les zones à séquelles toxiques de guerre (liés aux dépôts de munitions (dont munitions immergées, sols pollués, dépôts sous-marins de déchets, d'armes classiques ou chimiques).

Rappel : Les zones humides et mares, carrières, lacs ont aussi pu être concernés par les immersions ou enfouissement d'armes non explosées ou déchets divers – cf étude suisse récente qui a montré qu'environ 50 % des lacs ont reçu des déchets toxiques ou munitions périmées, en quantité importante. On a redécouvert 30 000 t d'obus dont 12 000 t chimiques (Ypérite, chloropicrine) près du port de Zeebruges. Qu'en est-il en France et au Royaume-Uni ?
- Risques de pollutions majeures
Il conviendrait – idéalement - que les corridors biologiques évitent les zones à risque de pollution ou là où la pollution industrielle est avérée et grave, mais il se trouve que pour des raisons économiques stratégiques, ces zones sont très souvent installées sur les bords de cours d'eau, à proximité des estuaires ou sur les littoraux qui étaient, sont et seront les corridors naturels les plus incontournables (ex-Métaleurop et l'essentiel des installations classées Sévéso, dont la centrale de Gravelines.)

Dans les secteurs presque totalement couvertes par ces zones ou par des zones d'agriculture intensive (soit environ 80 % de la région NPDC). Il faut donc d'une façon pragmatique limiter et « gérer le risque ». Des cartes de risques et de danger peuvent y aider.
Ex : Cartographier en fonction des courants marins les zones à risque de marée noire ou d'échouage de produits chimiques peut aussi permettre de mieux réagir en cas d'accident (ex. : effaroucheurs pour éviter que les oiseaux s'exposent aux nappes de pétrole, mise en place accélérée de centres de soins, etc.).
- Certains éléments provisoirement "négatifs" peuvent être repérés et cartographiés comme futures zones intéressantes après dépollution, reconversion ou réhabilitation (ex. : carrières, friches polluées, réseau des cavaliers miniers, décharges, bassins tampons, peupleraies, etc. en particulier dans les régions très urbanisées et industrialisées où ces sites sont souvent les derniers disponibles, offrant des alternatives acceptables pour un grand nombre d’espèces, après réhabilitation). Lorsque la vocation future ne pourra être exclusivement de trame verte ou corridor biologique, des aménagements HQE permettront de réduire les impacts négatifs de leur réaménagement.
- Il convient aussi d’évaluer a posteriori l’efficacité des écoducs (passage faune/flore) déjà réalisés et de l’améliorer les cas échéant.
- Lorsque les données sont absentes, des modélisations calées et vérifiées par quelques études terrains sont utiles.
  - Les photos aériennes d’inondations régulières à centennales sont à conserver et étudier : les zones émergées sont des zones de refuges « arches de Noé » momentanées permettant à de nombreux animaux de ne pas mourir noyés qu’il faudrait dans la mesure du possible inclure dans les réseaux écologiques et préserver de la pollution lorsqu’elles ne sont pas trop anthropisées.
  - De même les photos aériennes d'inondations ou de paysage couvert de manteau neigeux mettent parfois bien en évidence les réseaux d'arbres et bocagers.

Les photos aériennes sont des sources très riches en information, mais nécessitant un travail d'interprétation parfois long, l’analyse automatique disponible pour les collectivités n’étant pas encore assez fiable pour produire des cartes satisfaisantes.
- - On peut aussi les analyser avec les acteurs de terrain qui enrichissent encore l'information.
  - Les photographes peuvent être formés pour avoir la capacité de mieux repérer les infrastructures paysagères intéressantes ou les facteurs de fragmentation.
  - La comparaison d'images prises aux mêmes dates dans les mêmes conditions sur plusieurs années ou décennies permettent d'avoir une bonne idée des tendances (y compris de nuit pour la pollution lumineuse)... et de mettre en évidence des phénomènes (ex : de recul du bocage ou de l'herbage) que les habitants et élus locaux eux-mêmes ne remarquent pas en raison de la lente et discrète évolution du paysage.
  - On s'appuiera utilement sur les documents s'intéressant à des thèmes proches, par exemple les atlas des paysages en France, le BAP (Biodiversity Action Plan) pour le KCC au Royaume-Uni, etc.
  - Les observatoires photographiques (photos, films) du paysage quand ils existent permettent de suivre l'évolution de milieux jugés représentatifs, rares ou menacés. Un observatoire de la biodiversité a été plusieurs fois proposé depuis 1992 dans plusieurs pays. Certains éléments se mettent en place, dont une coordination ONU, mais des moyens plus importants sont à trouver.

### Cas particulier des forêts
À titre d'exemple, en France, les « eaux et forêts » avaient depuis plusieurs siècles mis en œuvre des « Sommiers des forêts » (depuis Colbert ?) ; documents écrits consignant, par massif et parcelle toutes les opérations d'aménagement sylvicole, cynégétique, etc. Cette mémoire de la gestion forestière pourrait aujourd'hui être prolongée par un profil environnemental forestier (proposition de la Diren Nord-Pas-de-Calais, ou par un « Sommier des sommiers » qui pourrait être accessible via Internet, en intégrant les concepts cartographiés de corridors inter-massifs, mais aussi de corridors intraforestiers, (évolutifs dans le temps et l’espace) dans le cadre de la trame verte nationale retenue à la suite du Grenelle de l'Environnement de 2007.

L’Office national des forêts a produit en 1992 un premier bilan écologique national en 1992, mis à jour en 2002 : le premier était centré sur l’inventaire forestier plus que sur les fonctions de protection de la biodiversité et les fonctions sociales de la forêt publique. Il offrait néanmoins des données utiles à une cartographie nationale, de même que les données de l'IFN (pour la France métropolitaine, l'extrême richesse des forêts tropicales françaises restant sous-explorée).
L’ONF a intégré dans les années 2000 une approche ISO 14001 et PEFC  qui impose théoriquement un état des lieux régional cartographié et un suivi des indicateurs de gestion durable utiles pour la cartographie des corridors. Une couche SIG « bois mort » pourrait répondre au besoin urgent de sauver les invertébrés saproxylophages et espèces dépendantes du bois mort (saproxyliques) et leurs prédateurs ou symbiotes.

Concernant le bois mort, élément important des réseaux écologiques intraforestiers et interforestiers, le programme « Xylobios » en Belgique, et ses équivalents canadiens (Forêt modèle de Fundy), Suisse ou d'Europe du Nord commencent à offrir des données utiles)…

La cartographie peut s'attacher à cerner des cas particulier (ex : forêts de guerre et de zones rouges, toujours potentiellement polluées (plomb, mercure, arsenic, séquelles d’obus chimiques), aux polémosylvofacies qui commencent à être étudiés, mais souvent oubliés y compris des référentiels géopédochimiques régionaux existant, et bases de données type Basias ou Basol.

### Éléments complémentaires
Ne pas omettre d'étudier, au moins pour les zones les plus sensibles ou des cas particulier : 
- Images infrarouges,
- Images de nuit aériennes ou satellitaires pour d’identifier les grandes zones de pollution lumineuse. Hélas ces images sont rarement disponibles à échelle fine. On se fonde alors sur des modélisations qui se sont montrées assez fiables, par comparaison aux données réelles (voir notamment l'Atlas mondial de la pollution lumineuse de Cinzano).

Rappel important : les corridors biologiques sont surtout empruntés la nuit, et dans le noir impérativement pour les espèces lucifuges qui sont nombreuses. Il semble qu’on ait très fortement sous-estimé l’importance des impacts de la pollution lumineuse pour la faune. Il est peu étudié pour la flore, mais par précaution il faut limiter l'éclairage direct des arbres. Les corridors biologiques doivent tant que possible être dans le noir…
Vues aériennes précoces de fin d'hiver ou début du printemps pour les zones tempérées (avant la feuillaison pour voir les mares et la végétation au sol), et en été ou automne pour mesurer l’importance et/ou la diversité de la végétation).

#### Le bruit
Pour être fonctionnels, certains corridors biologiques doivent être aussi des corridors de silence, notamment la nuit où ils sont le plus fréquentés. La pollution sonore est un facteur écologique de dérangement à ne pas sous-estimer, bien qu’il semble ne pas gêner certaines espèces. Il est aussi un indice d’autres facteurs de fragmentation (en particulier impacts du trafic de véhicules, aéroports, zones d'activité, circuits automobile, kart, quads, motocross, modélisme, etc.).
Ex : Le bruit des autoroutes affecte par exemple significativement les oiseaux chanteurs. Les sons puissants (sonars sous-marins) peuvent perturber la plongée des baleines et provoquer un accident de décompression (la formation de bulles d'azote dans le corps et le sang des baleines sursaturé en azote). Ce phénomène pourrait participer à la mort anormale de cétacés (hémorragies, lésions des tissus) dans les zones d'exercices militaires notamment,. Même des sons sous-marins à intensité modeste peuvent provoquer ces comportements qui induisent ces bulles. Des zones de détroit (type pas de Calais) peuvent renforcer l'exposition des cétacés ont montré d'autres études.
L'UE a demandé aux États membres et à l'OTAN de réduire le niveau de pollution sonore sous-marine, par les sonars à haute intensité notamment.
Un site internet est consacré à l'écologie du bruit et à certains impacts écologiques du bruit, des vibrations, infrasons ou ultrasons, etc.
Les cartes d'exposition au bruit sont obligatoire en Europe pour les grandes collectivités (Cf. Directive 2002/49/CE imposant aux États membres de les transmettre avant le 31 décembre 2007, mais de nombreuses collectivités sont en retard). Si elles sont étendues aux zones non habitées, elles seront également utiles pour les aspects aménitaires des trames vertes et du réseau écologique paneuropéen (le nombre de ménages soumis au bruit excessif dans les logements en journée a chuté depuis 10 ans (de 54 % au R-U), grâce aux progrès de l'isolation et aux chaussées et automobiles plus silencieuses. mais le bruit nocturne augmente significativement à l'aube et en fin de soirée (plus de trafic, collecte des déchets, nettoyage urbain, etc.). Il dépasse la recommandation OMS pour les deux tiers des Britanniques a montré Chris Skinner. Les directives de l'OMS sont basées sur une limite qui devrait permettre de dormir avec des fenêtres ouvertes, besoin qui risque de devenir plus fréquent avec les canicules annoncées.

#### Aléas climatiques violents
Ces aléas, brefs dans le temps mais violents peuvent avoir des effets durant des décennies sur la biodiversité : par exemple, après la sécheresse de 1976 en Europe, les arbres ont souffert de maladies et stress accrus durant au moins 10 ans. Les tempêtes marquent durablement les écosystèmes.
Il est donc utile de cartographier les zones touchées par les grands stress hydriques ou les fortes tempêtes, les invasions marines exceptionnelles, etc.

#### Géologie, géomorphologie, pédologie…
Ces 3 facteurs ont une importance déterminante pour la structure et la nature de la végétation, pour l'offre en caches et abris pour la faune, et donc pour le potentiel d'un site en tant que corridor biologique, noyau ou zone-tampon d'un réseau écologique.

La région Nord-Pas-de-Calais (avec l'ISA, INRA) est la première à s'être dotée d'un référentiel pédogéochimique qui doit être utilisé avec prudence étant donné le passif lourd et ancien de la région en matière de pollution, mais qui peut être utile pour expliquer ou relativiser certains phénomènes.
Des cartes des sous-typologies forestière sont d'utiles éléments d'aide à la décision.

Les combes et creuses, les cols, et de nombreuses formes du paysage déterminent la végétation et les corridors biologiques (un inventaire et une caractérisation des creuses est en cours dans le Nord de la France).

#### Hygrométrie
L’hygrométrie, ou plutôt les moyennes, maxima et minima du couple thermohygrométrique sont des facteurs limitants, surtout à échelle locale, car de nombreuses espèces ne circulent que dans la limite de leur préférendum, parfois très réduit. Souvent les infrastructures, l'urbanisation, la dévégétalisation, le drainage, les coupes rases ou les cultures moissonnées, ou même de simples layons désherbés, surtout dans le sens du vent dominant, font brutalement chuter l'hygrométrie et augmenter l'amplitude des chocs thermiques, en rendant de vastes territoires hostiles à de nombreuses espèces, forestières en particulier sans que ces phénomènes soient perceptibles pour nos sens.
Les anomalies des « continuums thermohygrométriques » sont mesurables localement par des réseaux de thermohygromètres ou d'autres moyens, mais fastidieux à cartographier. On n'en connait pas de moyens de cartographie automatique. Des modèles pourraient être disponibles dans un proche avenir, mais on n'en dispose pas encore qui soient fiables et précis. On sait que le facteur évapotranspiration lié à la végétation permanente est essentiel. L'imagerie satellite ou aérienne infrarouge met quelques éléments de perturbations thermohygrométriques en évidence (Rappel : l'olfaction et la communication par les hormones, phéromones ou phytohormones sont essentiels pour de nombreuses espèces et déterminant pour leur circulation dans l'environnement. Or l'air humide porte bien mieux les odeurs que l'air sec).

#### Le vent
L'exposition au vent, et donc la rose des vents sont des facteurs importants, surtout lorsque le gradient d'humidité est élevé ; le vent propage les odeurs, les phéromones, les pollens, certaines graines, et de nombreux spores et propagules, mais aussi parfois le feu, et aussi les pesticides, les poussières, aérosols, fumées et de nombreux polluants. Le relief et la rugosité de la végétation sont source de turbulences et éventuellement de phénomène d'accélération ou d'atténuation qui ont une grande importance pour la faune et la flore.
Certains atlas éolien mettent en évidence flux et zones les plus exposés au vent. À titre d'exemple, l'atlas éolien régional du Nord-Pas-de-Calais en France (consultable en ligne, voire carte page 5) a été créé pour aider au choix des emplacements des éoliennes, On y voit notamment que les falaises, les vallées et les crêtes du contour de la boutonnière du Boulonnais sont des lieux ou les vents interagissent fortement avec les écosystèmes (cf transports de propagules, de pollens anémophiles, ou pression des tempêtes, apports d'embruns salés, etc.) grâce au fait que cet Atlas également destiné à faciliter les études d'impacts croiser les cartes de vent avec des cartes de richesses écologiques et paysagères. Ces cartes sont parfois déclinées à échelle plus fines (carte éolienne du département de la Marne par exemple).

#### Divers

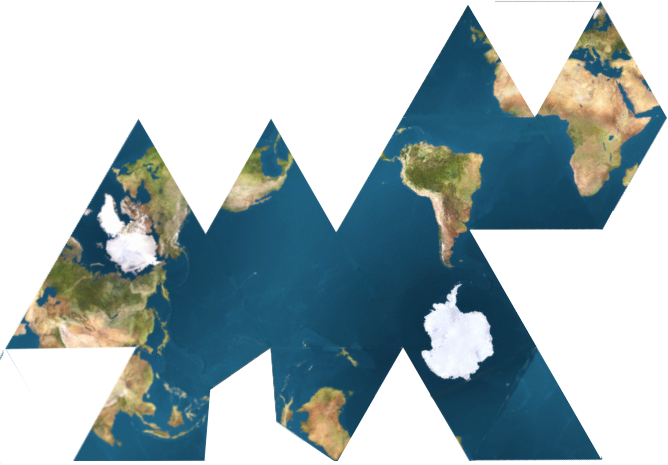
Le grand océan planétaire, mis en valeur par ce mode de cartographie, souvent méconnu et oublié par les réseaux écologiques pancontinentaux, nationaux et locaux

Des études et/ou une veille prospective stratégique et proactive peut identifier localement ou pour une région des thèmes qu'il est utile d'approfondir et cartographier.
Quelques exemples identifiés comme à enjeux forts par la Direction Environnement du conseil régional du Nord-Pas-de-Calais, et souvent oubliés dans les études d'impacts et de paysage :
- Espèces exotiques invasives (végétales, animales, fongiques…)
- Zoonoses ; Tiques/maladie de Lyme, fièvres hémorragiques, microbes antibio-résistants, peste porcine…), agents pathogènes de type prion (cf. CWD en Amérique du Nord) transmissibles ou non à l'homme
- Maladies des arbres ou des plantes liées à des introductions et/ou aux impacts différés de sécheresse, d'une perte de diversité génétique, etc.
- Séquelles industrielles (type retombées et déchets de Métaleurop-Nord). Des cartes de sols pollués ou de sols potentiellement pollués commencent à être disponibles, notamment dans les régions industrielles, sachant que l'impact toxicologique de certains polluants (ETM en particulier dépend leur forme chimique (nommé « espèce chimique »), de leur concentration, du contexte environnemental (pH du sol notamment, mais pas uniquement[21]), de leur biodisponibilité et de la possibilité de passage dans la chaîne du vivant (le réseau trophique).
- Séquelles de guerre (dépôts ou perte de millions de munitions contenant des nitrates, du mercure, du plomb, de l'antimoine, de l'arsenic, des arsines, de l'ypérite, de la chloropicrine, etc., mais aussi bouleversement physique et pédologique des sols (polémosylvofacies…) notamment dans les 11 départements de la « Zone rouge » de la guerre 14-18. Il semble par exemple que les champignons soient anormalement rares sur les zones de combats des guerres précédentes) et que les champignons du bois mort sont très contaminés par le mercure (dont mercure accumulé à l'époque par les systèmes boisés et forestiers). Les taux de plomb ou d'autres métaux sont également anormalement élevés chez le gibier (sangliers par exemple)
- Séquelles de Tchernobyl (bioturbation par oiseaux migrateurs ? Re-concentration par les forêts et les champignons, etc.). Des études ont montré que les forêts pouvaient reconcentrer des radionucléides dispersées par l’érosion, le vent ou la faune. (Attention notamment aux oiseaux migrateurs venant de Bélarus, bécasses notamment, qui peuvent être très contaminés)
- Séquelles liées aux pratiques agricoles (engrais, pesticides, fumures, drainage, irrigation, semelles de labour, érosion des sols, dégradation et tassement des sols, remembrements, suppression des prairies et des mares, perte de diversité génétique, disparition des messicoles..)
- Décharges (déchets ménagers, hospitaliers, vétérinaires, agroalimentaires, farines à risques, industrielles banals ou spéciaux) parfois anciennes, cachées ou oubliées de tous,
- Accumulation de métaux lourds dans les mousses, arbres, champignons qui pourront plusieurs siècles plus tard réellement poser problème dans l'écosystème, impact des pesticides, etc. (suivis dans le cadre de plusieurs projets européens)
- Perturbateurs endocriniens (leurres hormonaux et perturbateurs, mais aussi hormones de synthèse contaminant les eaux usées, voire à terme comme aux États-Unis de produits de type Viagra retrouvés dans les lacs et eaux superficielles.. (programme interreg et autres en cours)
- OGM et risques induits de pollution génétique et d'accumulation de la toxine Bt dans la rhizosphère, les sédiments, d'apparition de super-mauvaises herbes résistantes à plusieurs désherbants totaux et produisant leur propre insecticides et/ou fongicides...
- Sans oublier l'importance des corridors sous-marins et milieux subaquatiques d'eaux douces et saumâtres.

## Techniques de cartographie et de la collecte des données

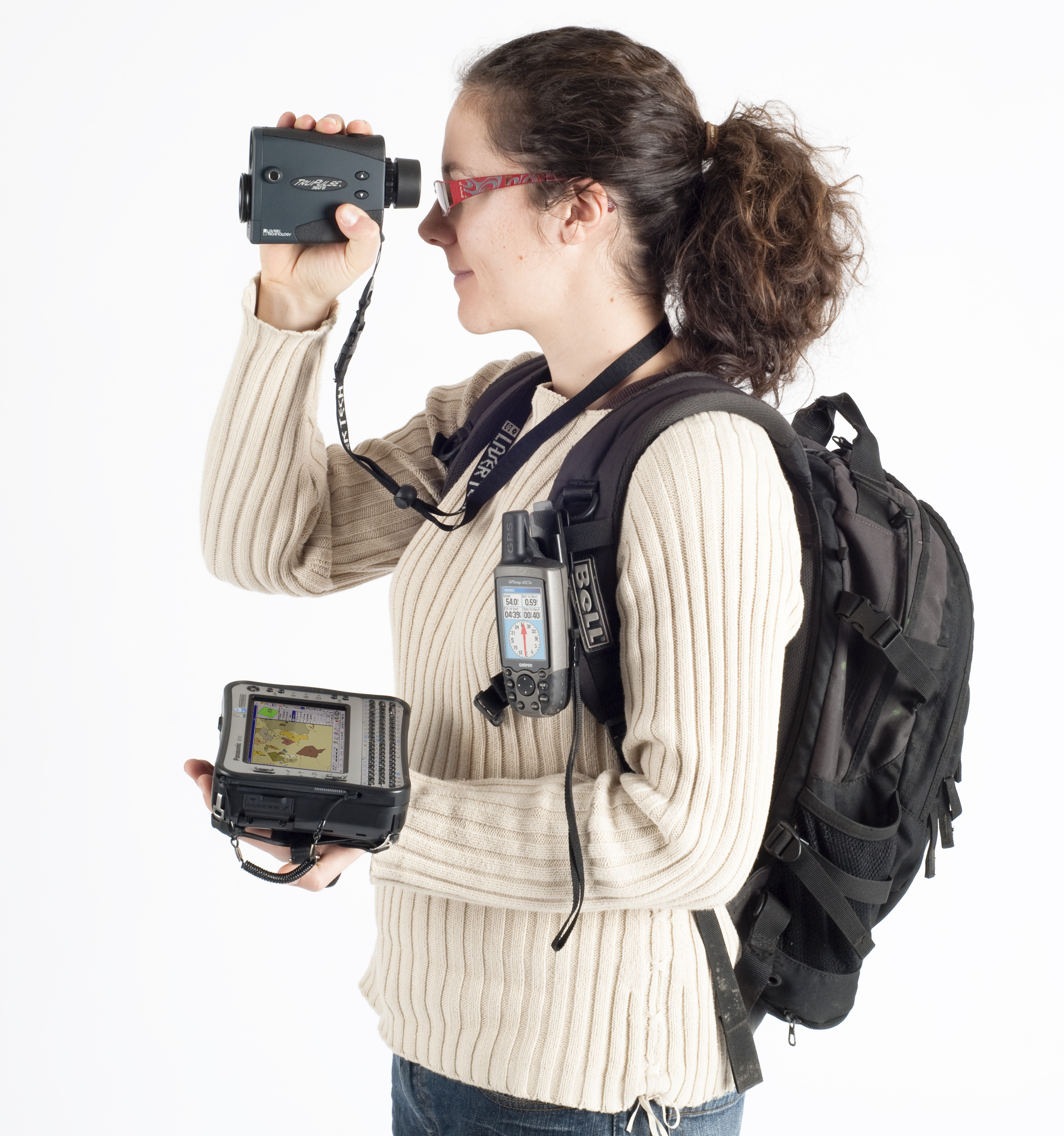
Exemple du matériel utilisé pour la cartographie des milieux naturels (technologie Field-Map: l'ordinateur PC, GPS, laser télémètre).

Des images à haute résolution (inframétrique en image aérienne), dans les domaines spectraux du visible et de l'hyperspectral à l'infrarouge sont maintenant largement disponibles. L'imagerie radar ou par laser aéroporté (lidar) permet également une certaine pénétration du couvert forestier ou la constitution de modèles numériques 3D de villes, falaises, carrières, canyons, etc. Elles ont révolutionné la géomatique. Même les fonds océaniques commencent à être bien cartographiés. La troisième dimension prend de l'importance avec les modèles numériques de terrain, et certains aspects dynamiques apparaissent dans la cartographie (courants, panaches de pollution, flux de véhicules, de personnes, de marchandises, évolution du paysage...)
On observe une convergence de l'imagerie spatiale et aérienne avec les outils SIG et leurs bases de données, avec l'apparition d'une nouvelle discipline dite « orientée-objet » Geographic Object-Based Image Analysis (GEOBIA). Cartes de pédopaysages, cartographies du bruit apportent aussi de nouvelles informations.
Depuis les dernières décennies, l'apparition de l'électronique puis de l'informatique ont donné naissance à de nouvelles techniques de levée et de traitement des données : GPS, laser télémètre, ordinateurs de terrain permet la construction de la carte en temps réel. 
La visualisation de la carte sur le terrain augmente la productivité et la qualité du résultat.
Des bases de données contenant des photos de terrain géoréférencées (ex ː le projet Geograph British Isles project de base de données photographiques couvrant la totalité des paysages du Royaume-Uni) peuvent compléter les dispositifs.

## Théories
La cartographie des corridors biologiques peut notamment s'appuyer les corpus théoriques suivants :

Théories de la Biogéographie (Écologie du Paysage)
- Insularisation écologique,
- fragmentation écologique (écopaysagère, ou écofragmentation).

Théorie mathématiques telles que :
- Fractales,
- Théorie de la percolation, connectivité,
- Théorie du chaos/attracteurs

#### Articles généraux
- Écologie du paysage, Fragmentation (écologie)
- Intégrité écologique, Naturalité, Écopotentialité
- Réseau écologique, Réseau écologique paneuropéen, Réseau écologique national
- Trame verte, Trame bleue, Trame noire
- Trame verte et bleue française
- Corridor biologique, Corridor biologique sous-marin
- Corridor climatique
- Écoduc
- Migration animale
- Mortalité animale due aux véhicules, Route HQE

#### Articles concernant la cartographie
- Projection de Fuller
- Toponymie
- Cartographie de la végétation
- Cartographie du bruit
- Cartographie des risques
- Projection cartographique
- Carte Michelin
- Topographie
- Service hydrographique et océanographique de la Marine